# Mickey Mania
Cet article concerne le jeu vidéo. Pour la série télévisée, voir Mickey Mania (série d'animation).
Mickey Mania (aussi appelé Mickey's Wild Adventure) est un jeu vidéo de plate-forme développé par Traveller's Tales et édité en 1994 par Sony Imagesoft sur Mega Drive, Super Nintendo et Mega-CD. Puis, il est porté en 1996 sur PlayStation.

## Trame

### Univers
La trame du jeu reprend chronologiquement celle des dessins animés mettant Mickey Mouse entre 1928 et 1990. L'aventure commence avec Steamboat Willie (1928). Se succèdent ensuite The Mad Doctor (1933), The Band Concert (1935), Moose Hunters (1937), Lonesome Ghosts (1937), Mickey and the Beanstalk (1947) et The Prince and the Pauper (1990).

### Personnages
Le protagoniste du jeu est Mickey Mouse, le personnage principal de Disney. Mickey Mouse est une souris anthropomorphe portant un short rouge à boutons jaunes.
Dans ses aventures, Mickey affronte de différents ennemis en fonction du monde où il est.

## Système de jeu
Mickey Mania est un jeu de plates-formes en deux dimensions à défilement horizontal. Le jeu débute en noir et blanc à la manière du court-métrage de 1928 Steamboat Willie. Au fur et à mesure de la partie, les couleurs apparaissent.

## Développement
Le jeu a été développé en neuf mois par un groupe de dix personnes.

## Réception
Dans le double test paru dans le magazine Joypad concernant les versions Mega Drive et Super Nintendo les versions reçoivent la note de 94 %.
Le testeur Olivier expliquera que la version Mega Drive développée par Psygnosis, dont c'est le premier jeu vidéo de pure style Plateforme, est moins beau que sur Super Nintendo mais bénéficie d'une animation aussi fluide, sans ralentissement, ainsi que les mêmes effets. La version Mega Drive est la plus dure des deux versions.

## Rééditions
- 1994 - Mega Drive, Super Nintendo et Mega-CD
- 1996 - PlayStation, renommé Mickey's Wild Adventure